# Paleis van de hertogen van Bourgondië

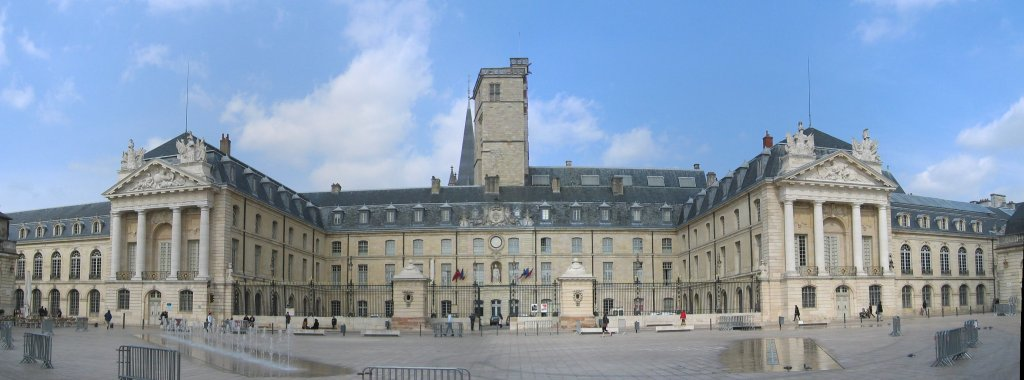
Het paleis van de Staten van Bourgondië met daarachter de toren van Filips de Goede, vanop de place de la Libération

Het Paleis van de Hertogen van Bourgondië (Frans: Palais des ducs et des états de Bourgogne) in Dijon was het hertogelijk paleis van de hertogen van Bourgondië. Onder andere Filips de Goede en Karel de Stoute bouwden aan dit paleis. Tijdens de 14e en 15e eeuw transformeerden zij het bescheiden kasteel op deze plaats in een overdadig paleis. De voormalige Sainte-Chapelle verbonden aan het paleis was de zetel van de Orde van het Gulden Vlies. Van deze kapel is enkel de 15e-eeuwse toren van Filips de Goede (tour Philippe le Bon) bewaard gebleven. Deze toren is 46 meter hoog en telt 316 treden.
In de 17e eeuw werd het paleis uitgebreid om de Staten van Bourgondië te huisvesten. Architect Jules Hardouin-Mansart overzag deze werken.
In het paleis zijn het stadhuis van Dijon en het museum Museum van Schone Kunsten gehuisvest, waar onder meer de praalgraven van Filips de Stoute, Jan zonder Vrees en Margaretha van Beieren zijn tentoongesteld.